# No Bells on Sunday
No Bells on Sunday — мини-альбом американского рок-музыканта Марка Ланегана, изданный летом 2014 года в качестве прелюдии к осеннему полноформатному диску Phantom Radio. В записи принимали участие неизменные коллеги Ланегана, мультиинструменталисты Альдо Стрёйф, Дюк Гарвуд, Ален Йоханнес, выступивший также продюсером альбома, и другие.

## Критические отзывы
Журналисты единодушно отметили, что увлечение «музыкального хамелеона» Ланагена электронными инструментами, в особенности синтезатором и драм-машиной, наметившееся ещё в Blues Funeral, в No Bells on Sunday получает дальнейшее развитие; звучание, ранее тяготевшее к блюзу и стоунеру, теперь клонится к электроник-року и даже дэнс-року, вызывая ассоциации с творчеством Massive Attack, The Smashing Pumpkins и Moby. Как иронично написал Джо Свитинг на страницах британского ежемесячника DIY, «Мир Марка Ланегана версии 2.0 — электроника, эмбиент и шугейз». Автор британского же ресурса Silent Radio Стив Джилливер отдал должное голосу музыканта, столь же буйному, каким он был и 15 лет назад, сравнив его с Леонардом Коэном (одна из значительных творческих вех которого — также переход от акустики к синтезатору), становившимся с годами только лучше. Несколько сдержаннее No Bells on Sunday встретили в американской прессе: так, критик электронного журнала PopMatters Ричард Джиральди с удивлением нашёл, что песни альбома далеки друг от друга; качественные по отдельности, они не образуют целостной картины. По мнению рецензента, альбом спасает только вокальное исполнение «Мрачного Марка», в котором явственно чувствуется его потусторонняя связь с Томом Уэйтсом и Лейном Стэйли.

## Список композиций
| #  | Название           | Продолжительность |
| -- | ------------------ | ----------------- |
| 1. | Dry Iced           | 6:24              |
| 2. | No Bells On Sunday | 5:53              |
| 3. | Sad Lover          | 3:42              |
| 4. | Jonas Pap          | 2:36              |
| 5. | Smokestack Magic   | 8:21              |